# Jüdischer Friedhof (Lomnička (Plesná))
Koordinaten: 50° 13′ 9″ N, 12° 22′ 31,6″ O

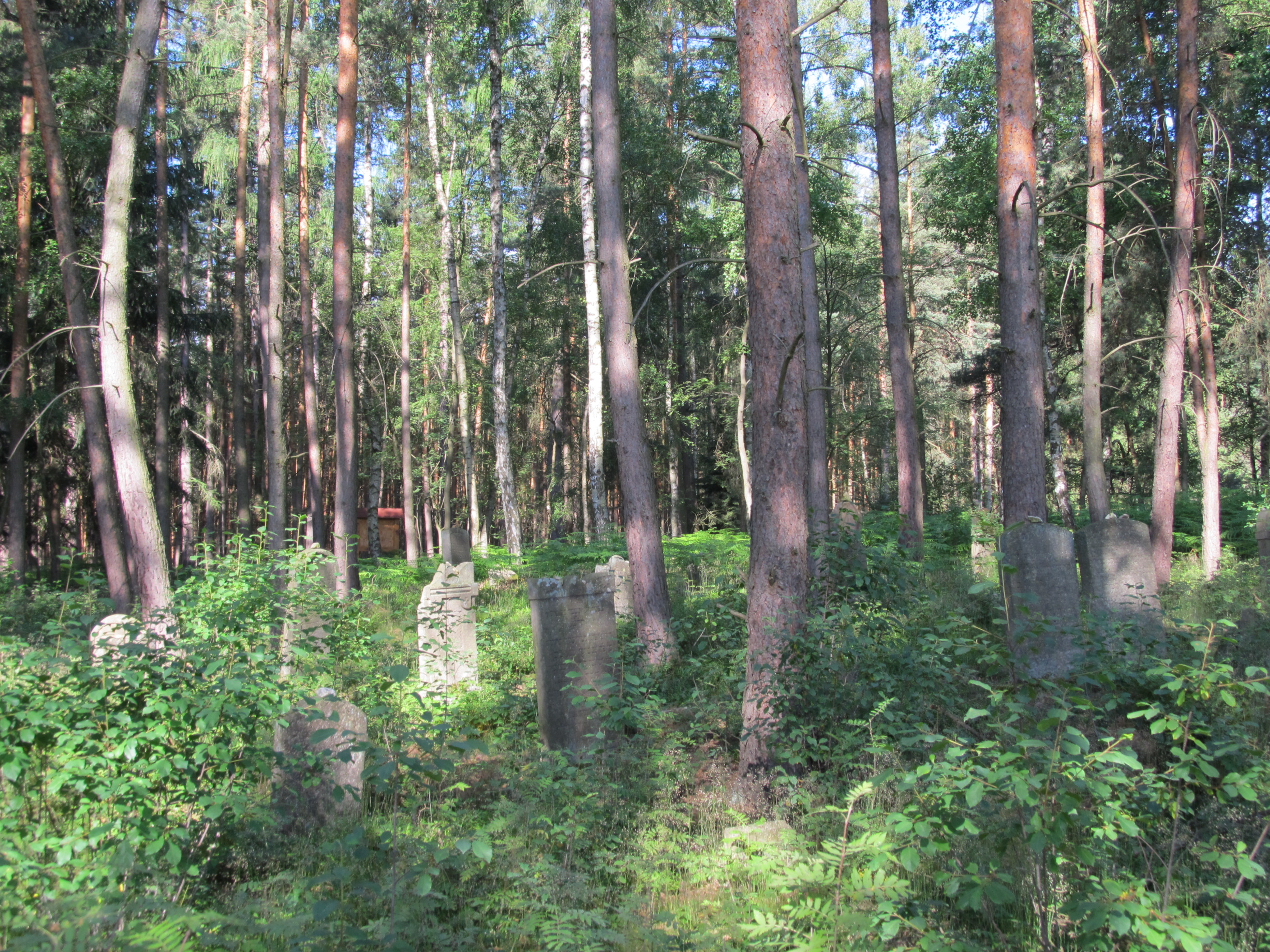
Jüdischer Friedhof in Lomnička

Der Jüdische Friedhof in Lomnička (deutsch Steingrub), einem Ortsteil der Stadt Plesná (deutsch Fleißen) im Okres Cheb, wurde 1822 angelegt. Auf dem jüdischen Friedhof sind nur noch wenige Grabsteine erhalten.